# Echoes (universeの曲)
「echoes」（エコーズ）は、universeのメジャー2枚目のシングル。

## 概要
- この曲はテレビ東京系アニメ『BLEACH』のエンディングテーマになっている（2010年7月 - 10月）。
- 初回生産限定盤のDVDには「echoes」のミュージックビデオと5/17に行われた初ワンマンライブ『universe LIVE-01「ハルイロ」』の模様を収録。

## 収録曲
全編曲：板垣祐介・universe
1. echoes
  - 作詞：haru／作曲：haru・板垣祐介
  - テレビ東京系アニメ『BLEACH』エンディングテーマ（2010年7月13日 - 10月5日放送分）
2. OVER THERE
  - 作詞・作曲：KEIICHI

## 演奏
- 板垣祐介：All Programming, Other Instruments